# دي جي نيلسون
نيلسون دياز مارتينيز (من مواليد 7 أبريل 1972 في سان خوان ، بورتوريكو ) ، المعروف باسم دي جي نيلسون هو دي جي بورتوريكي ومنتج تسجيل ولعب دورًا مهمًا في تطوير وتعميم موسيقى الريغي تون .  لقد صنع اسمًا لنفسه لأول مرة كجزء من Noise ، وهي مجموعة تركز على النادي تم إنتاجها في عام 1994. استضافت The Noise - المكونة من منسقي الأغاني ومقدمي البرامج والمنتجين ومنسقي الأندية - سلسلة طويلة الأمد من ليالي النوادي في سان خوان والتي كانت حيوية لتطوير وتعميم الريغيتون. 